# Baldet (cráter)
Baldet es un cráter de impacto lunar que se encuentra en el hemisferio sur de la cara oculta de la Luna. Se encuentra en la región inundada de lava entre los cráteres Cori al norte, Stoney al suroeste, y el desgastado y amurallado Minkowski llanura hacia el sureste.
El borde de Baldet es bajo y gastado, pero generalmente mantiene su forma circular original. Hay una ligera curva hacia afuera a lo largo del borde del noroeste, y la pared interior occidental es más amplia que en otros lugares.
|  |  |

El interior casi sin rasgos es plano por haber sido inundado por la lava, y tiene una albedo más bajo que el entorno, con un tono más oscuro. Un cráter más pequeño rompió el borde oriental, dejando un espacio en el que se cruzan los dos cráteres que se ha cubierto de lava. Un cráter palimpsesto de tamaño similar se encuentra justo dentro del borde norte, produciendo un anillo elevado en la superficie del cráter. Otro formación similar se encuentra justo fuera del borde meridional de Baldet.

## Cráteres satélite
Por convención estos elementos son identificados en los mapas lunares poniendo la letra en el lado del punto medio del cráter que está más cerca de Baldet.
|        | \| Baldet \| Coordenadas \| Diámetro \| \| ------ \| -------------------------------- \| -------- \| \| J \| 54°36′S 149°30′O / -54.6, -149.5 \| 17 km \| |          |
| Baldet | Coordenadas | Diámetro |
| J      | 54°36′S 149°30′O / -54.6, -149.5 | 17 km    |